# Eublemma bifasciata
Eublemma bifasciata is een vlinder van de familie van de spinneruilen (Erebidae). De wetenschappelijke naam van deze soort is voor het eerst voorgesteld als Thalpochares bifasciata door Frederic Moore in een publicatie uit 1881.
De soort komt voor in Iran, India en Sri Lanka en mogelijk ook in het Afrotropisch gebied waaronder Niger, Nigeria, Soedan, Ethiopië, Kenia, Saudi-Arabië, de Verenigde Arabische Emiraten, Oman en Jemen.